# Trasimène (département)
Pour les articles homonymes, voir Trasimène.
1798–1800
1809–1814
Entités précédentes :
- États pontificaux

Entités suivantes :
- États pontificaux

Le Trasimène, situé en Italie, est un ancien département de la première république romaine de 1798 à 1800 avec Pérouse pour chef-lieu puis de 1809 à 1814, un département du Premier Empire français dont le chef-lieu était Spolète et avec pour arrondissements Spolète, Foligno, Pérouse et Todi. Le territoire a été rendu au Saint-Siège à la suite de la défaite de Napoléon.
Son nom provient du lac Trasimène qui le bordait à l'ouest, et iI lui a été attribué le numéro 117 dans la liste des 130 départements français de 1811

## Liste des préfets

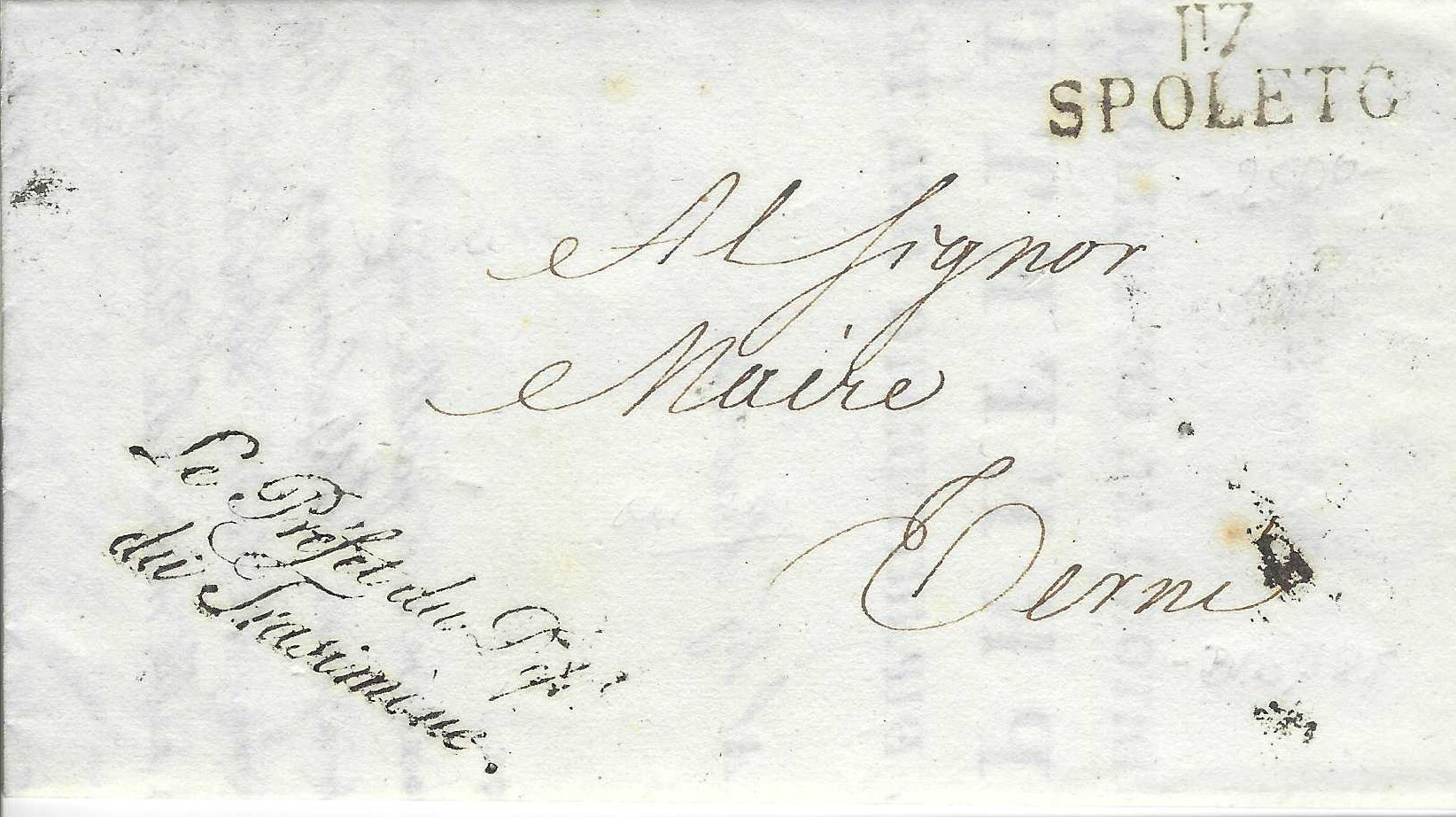
Lettre du 8 octobre 1811 portant le cachet de franchise du préfet du Trasimène Roederer

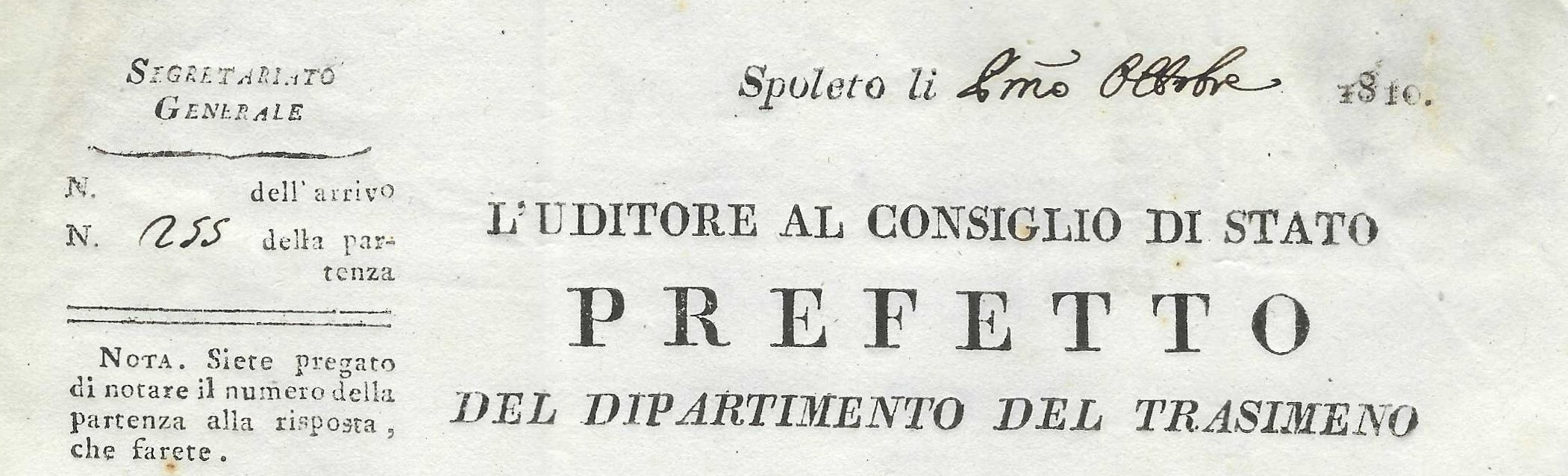
En-tête de lettre du 8 octobre 1811 du préfet du Trasimène Roederer

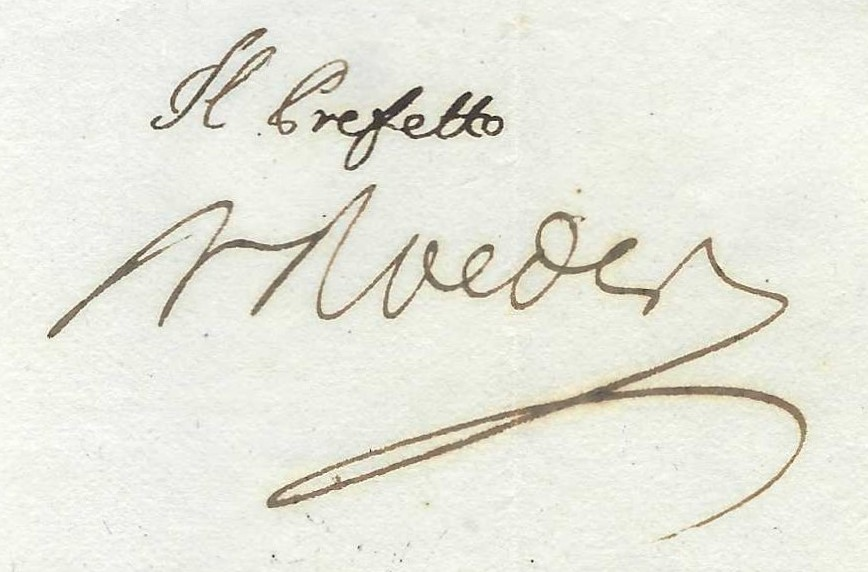
signature Antoine Marie Roederer

| Période          | Période         | Identité               | Fonction précédente                                                          | Observation           |
| ---------------- | --------------- | ---------------------- | ---------------------------------------------------------------------------- | --------------------- |
| 6 septembre 1809 | 24 février 1814 | Antoine-Marie Roederer | Auditeur au Conseil d'État Secrétaire d'État du royaume de Naples sous Murat | Pair de France (1845) |